# Brocchinia vestita
Brocchinia vestita es una especie del género Brocchinia. Esta especie es nativa de Venezuela en Amazonas, en la cumbre del Cerro Duida a una altitud de  1025-1200 metros.

## Taxonomía
Brocchinia vestita fue descrito por Lyman Bradford Smith  y publicado en Fieldiana, Botany 28(1): 138, f. 19, f–k. 1951.
Etimología
Brocchinia: nombre genérico que fue otorgado en honor del naturalista italiano Giovanni Battista Brocchi.
vestita: epíteto latino que significa "vestida".